# Dookoła Mazowsza 2023
Dookoła Mazowsza 2023 – 66. edycja wyścigu kolarskiego Dookoła Mazowsza, która odbyła się w dniach 26–29 lipca 2023 na liczącej 652 kilometry trasie składającej się z 4 etapów i biegnącej z Teresina do Kozienic. Impreza kategorii 2.2 była częścią UCI Europe Tour 2023.

## Etapy
| Etap | Data   | Start – Meta                              | type   | Dystans (km) | Zwycięzca etapu | Lider      |
| ---- | ------ | ----------------------------------------- | ------ | ------------ | --------------- | ---------- |
| 1    | 26 lip | Teresin – Teresin                         | płaski | 168          | Oded Kogut      | Oded Kogut |
| 2    | 27 lip | Grodzisk Mazowiecki – Grodzisk Mazowiecki | płaski | 165          | Oded Kogut      | Oded Kogut |
| 3    | 28 lip | Płońsk – Płońsk                           | płaski | 154,3        | Oded Kogut      | Oded Kogut |
| 4    | 29 lip | Kozienice – Kozienice                     | płaski | 165          | Bartosz Rudyk   |            |

## Drużyny
| Continental teams (13)- HRE Mazowsze Serce Polski - À Bloc CT - Allinq Continental Cycling Team - Epronex-Hungary Cycling Team - BHS-PL Beton Bornholm - Kaunas Cycling Team - P&S Benotti - Santic-Wibatech - Team Coop-Repsol - Team Storck-Metropol Cycling - Tufo-Pardus Prostějov - Voster ATS Team - Maloja Pushbikers Reprezentacje (2)- Niemcy - Izrael translation for headoftableIII_translate index 43 not found- Aalborg-Sparekassen Danmark Amatorskie zespoły kolarskie (2)- Sensa-Kanjers voor Kanjers - Lubelskie Perła Polski Regionalne i klubowe drużyny (9)- Cycling Crew Szostak - KED-Stevens Radteam Berlin - Berthold RadTeam - Svealand Cycling Team - ARBÖ Bundesteam - Cartusia Bike Atelier - Pogoń Mostostal Puławy - Klub Kolarski Tarnovia - LUKS Trójka Piaseczno |
| |

## Wyniki etapów

### Etap 1
| Teresin - Teresin | płaski | (168 km) |

| \| Klasyfikacja etapu \| Klasyfikacja etapu \| Klasyfikacja etapu \| Klasyfikacja etapu \| Klasyfikacja etapu \| \| Kolarz \| Kolarz \| Państwo \| Drużyna \| Czas \| \| ------------------ \| ------------------ \| ------------------ \| ------------------------------- \| ------------------ \| \| 1. \| Oded Kogut \| Izrael \| Izrael \| 3h 40' 23" \| \| 2. \| Lars Rouffaer \| Holandia \| Allinq Continental Cycling Team \| + 0" \| \| 3. \| Mārtiņš Pluto \| Łotwa \| À Bloc CT \| + 0" \| |               |          |                                 |            |
| |               |          |                                 |            |
| |               |          |                                 |            |
| Klasyfikacja etapu |               |          |                                 |            |
| Kolarz | Kolarz        | Państwo  | Drużyna                         | Czas       |
| 1. | Oded Kogut    | Izrael   | Izrael                          | 3h 40' 23" |
| 2. | Lars Rouffaer | Holandia | Allinq Continental Cycling Team | + 0"       |
| 3. | Mārtiņš Pluto | Łotwa    | À Bloc CT                       | + 0"       |

| \| Klasyfikacja generalna \| Klasyfikacja generalna \| Klasyfikacja generalna \| Klasyfikacja generalna \| Klasyfikacja generalna \| \| Kolarz \| Kolarz \| Państwo \| Drużyna \| Czas \| \| ---------------------- \| ---------------------- \| ---------------------- \| ------------------------------- \| ---------------------- \| \| 1. \| Oded Kogut \| Izrael \| Izrael \| 3h 40' 11" \| \| 2. \| Mārtiņš Pluto \| Łotwa \| À Bloc CT \| + 5" \| \| 3. \| Lars Rouffaer \| Holandia \| Allinq Continental Cycling Team \| + 6" \| |               |          |                                 |            |
| |               |          |                                 |            |
| |               |          |                                 |            |
| Klasyfikacja generalna |               |          |                                 |            |
| Kolarz | Kolarz        | Państwo  | Drużyna                         | Czas       |
| 1. | Oded Kogut    | Izrael   | Izrael                          | 3h 40' 11" |
| 2. | Mārtiņš Pluto | Łotwa    | À Bloc CT                       | + 5"       |
| 3. | Lars Rouffaer | Holandia | Allinq Continental Cycling Team | + 6"       |

### Etap 2
| Grodzisk Mazowiecki - Grodzisk Mazowiecki | płaski | (165 km) |

| \| Klasyfikacja etapu \| Klasyfikacja etapu \| Klasyfikacja etapu \| Klasyfikacja etapu \| Klasyfikacja etapu \| \| Kolarz \| Kolarz \| Państwo \| Drużyna \| Czas \| \| ------------------ \| ------------------ \| ------------------ \| ------------------ \| ------------------ \| \| 1. \| Oded Kogut \| Izrael \| Izrael \| 3h 41' 34" \| \| 2. \| Leslie Lührs \| Niemcy \| Niemcy \| + 0" \| \| 3. \| Bartosz Rudyk \| Polska \| Voster ATS Team \| + 0" \| |               |         |                 |            |
| |               |         |                 |            |
| |               |         |                 |            |
| Klasyfikacja etapu |               |         |                 |            |
| Kolarz | Kolarz        | Państwo | Drużyna         | Czas       |
| 1. | Oded Kogut    | Izrael  | Izrael          | 3h 41' 34" |
| 2. | Leslie Lührs  | Niemcy  | Niemcy          | + 0"       |
| 3. | Bartosz Rudyk | Polska  | Voster ATS Team | + 0"       |

| \| Klasyfikacja generalna \| Klasyfikacja generalna \| Klasyfikacja generalna \| Klasyfikacja generalna \| Klasyfikacja generalna \| \| Kolarz \| Kolarz \| Państwo \| Drużyna \| Czas \| \| ---------------------- \| ---------------------- \| ---------------------- \| ---------------------- \| ---------------------- \| \| 1. \| Oded Kogut \| Izrael \| Izrael \| 7h 21' 35" \| \| 2. \| Mārtiņš Pluto \| Łotwa \| À Bloc CT \| + 15" \| \| 3. \| Bartosz Rudyk \| Polska \| Voster ATS Team \| + 15" \| |               |         |                 |            |
| |               |         |                 |            |
| |               |         |                 |            |
| Klasyfikacja generalna |               |         |                 |            |
| Kolarz | Kolarz        | Państwo | Drużyna         | Czas       |
| 1. | Oded Kogut    | Izrael  | Izrael          | 7h 21' 35" |
| 2. | Mārtiņš Pluto | Łotwa   | À Bloc CT       | + 15"      |
| 3. | Bartosz Rudyk | Polska  | Voster ATS Team | + 15"      |

### Etap 3
| Płońsk - Płońsk | płaski | (154,3 km) |

| \| Klasyfikacja etapu \| Klasyfikacja etapu \| Klasyfikacja etapu \| Klasyfikacja etapu \| Klasyfikacja etapu \| \| Kolarz \| Kolarz \| Państwo \| Drużyna \| Czas \| \| ------------------ \| ------------------ \| ------------------ \| ------------------ \| ------------------ \| \| 1. \| Oded Kogut \| Izrael \| Izrael \| 3h 24' 20" \| \| 2. \| Leslie Lührs \| Niemcy \| Niemcy \| + 0" \| \| 3. \| Damian Papierski \| Polska \| Voster ATS Team \| + 0" \| |                  |         |                 |            |
| |                  |         |                 |            |
| |                  |         |                 |            |
| Klasyfikacja etapu |                  |         |                 |            |
| Kolarz | Kolarz           | Państwo | Drużyna         | Czas       |
| 1. | Oded Kogut       | Izrael  | Izrael          | 3h 24' 20" |
| 2. | Leslie Lührs     | Niemcy  | Niemcy          | + 0"       |
| 3. | Damian Papierski | Polska  | Voster ATS Team | + 0"       |

| \| Klasyfikacja generalna \| Klasyfikacja generalna \| Klasyfikacja generalna \| Klasyfikacja generalna \| Klasyfikacja generalna \| \| Kolarz \| Kolarz \| Państwo \| Drużyna \| Czas \| \| ---------------------- \| ---------------------- \| ---------------------- \| ------------------------------- \| ---------------------- \| \| 1. \| Oded Kogut \| Izrael \| Izrael \| 10h 45' 45" \| \| 2. \| Lars Rouffaer \| Holandia \| Allinq Continental Cycling Team \| + 24" \| \| 3. \| Mārtiņš Pluto \| Łotwa \| À Bloc CT \| + 25" \| |               |          |                                 |             |
| |               |          |                                 |             |
| |               |          |                                 |             |
| Klasyfikacja generalna |               |          |                                 |             |
| Kolarz | Kolarz        | Państwo  | Drużyna                         | Czas        |
| 1. | Oded Kogut    | Izrael   | Izrael                          | 10h 45' 45" |
| 2. | Lars Rouffaer | Holandia | Allinq Continental Cycling Team | + 24"       |
| 3. | Mārtiņš Pluto | Łotwa    | À Bloc CT                       | + 25"       |

### Etap 4
| Kozienice - Kozienice | płaski | (165 km) |

| \| Klasyfikacja etapu \| Klasyfikacja etapu \| Klasyfikacja etapu \| Klasyfikacja etapu \| Klasyfikacja etapu \| \| Kolarz \| Kolarz \| Państwo \| Drużyna \| Czas \| \| ------------------ \| ------------------ \| ------------------ \| -------------------- \| ------------------ \| \| 1. \| Bartosz Rudyk \| Polska \| Voster ATS Team \| 3h 22' 10" \| \| 2. \| Leslie Lührs \| Niemcy \| Team Lotto-Kern Haus \| + 0" \| \| 3. \| Jesper Rasch \| Holandia \| À Bloc CT \| + 0" \| |               |          |                      |            |
| |               |          |                      |            |
| |               |          |                      |            |
| Klasyfikacja etapu |               |          |                      |            |
| Kolarz | Kolarz        | Państwo  | Drużyna              | Czas       |
| 1. | Bartosz Rudyk | Polska   | Voster ATS Team      | 3h 22' 10" |
| 2. | Leslie Lührs  | Niemcy   | Team Lotto-Kern Haus | + 0"       |
| 3. | Jesper Rasch  | Holandia | À Bloc CT            | + 0"       |

## Klasyfikacje

### Klasyfikacja generalna
| \| Klasyfikacja generalna \| Klasyfikacja generalna \| Klasyfikacja generalna \| Klasyfikacja generalna \| Klasyfikacja generalna \| \| Kolarz \| Kolarz \| Państwo \| Drużyna \| Czas \| \| ---------------------- \| ---------------------- \| ---------------------- \| ------------------------------- \| ---------------------- \| \| 1. \| Oded Kogut \| Izrael \| Izrael \| 14h 07' 55" \| \| 2. \| Bartosz Rudyk \| Polska \| Voster ATS Team \| + 9" \| \| 3. \| Lars Rouffaer \| Holandia \| Allinq Continental Cycling Team \| + 24" \| \| 4. \| Radosław Frątczak \| Polska \| Klub Kolarski Tarnovia \| + 25" \| \| 5. \| Luke Verburg \| Holandia \| À Bloc CT \| + 29" \| \| 6. \| Eduard-Michael Grosu \| Rumunia \| HRE Mazowsze Serce Polski \| + 29" \| \| 7. \| Fabian Steininger \| Austria \| Maloja Pushbikers \| + 30" \| \| 8. \| Mārtiņš Pluto \| Łotwa \| À Bloc CT \| + 30" \| \| 9. \| Ádám Kristóf Karl \| Węgry \| Epronex-Hungary Cycling Team \| + 32" \| \| 10. \| Paweł Więczkowski \| Polska \| Lubelskie Perła Polski \| + 32" \| |                      |          |                                 |             |
| |                      |          |                                 |             |
| Źródło: ProCyclingStats |                      |          |                                 |             |
| Klasyfikacja generalna |                      |          |                                 |             |
| Kolarz | Kolarz               | Państwo  | Drużyna                         | Czas        |
| 1. | Oded Kogut           | Izrael   | Izrael                          | 14h 07' 55" |
| 2. | Bartosz Rudyk        | Polska   | Voster ATS Team                 | + 9"        |
| 3. | Lars Rouffaer        | Holandia | Allinq Continental Cycling Team | + 24"       |
| 4. | Radosław Frątczak    | Polska   | Klub Kolarski Tarnovia          | + 25"       |
| 5. | Luke Verburg         | Holandia | À Bloc CT                       | + 29"       |
| 6. | Eduard-Michael Grosu | Rumunia  | HRE Mazowsze Serce Polski       | + 29"       |
| 7. | Fabian Steininger    | Austria  | Maloja Pushbikers               | + 30"       |
| 8. | Mārtiņš Pluto        | Łotwa    | À Bloc CT                       | + 30"       |
| 9. | Ádám Kristóf Karl    | Węgry    | Epronex-Hungary Cycling Team    | + 32"       |
| 10. | Paweł Więczkowski    | Polska   | Lubelskie Perła Polski          | + 32"       |

| Klasyfikacja punktowa | Klasyfikacja punktowa | Klasyfikacja punktowa | Klasyfikacja punktowa           | Klasyfikacja punktowa |
| Kolarz                | Kolarz                | Państwo               | Drużyna                         | Punkty                |
| --------------------- | --------------------- | --------------------- | ------------------------------- | --------------------- |
| 1.                    | Oded Kogut            | Izrael                | Izrael                          | 60 pkt                |
| 2.                    | Leslie Lührs          | Niemcy                | Niemcy                          | 51 pkt                |
| 3.                    | Bartosz Rudyk         | Polska                | Voster ATS Team                 | 42 pkt                |
| 4.                    | Eduard-Michael Grosu  | Rumunia               | HRE Mazowsze Serce Polski       | 28 pkt                |
| 5.                    | Lars Rouffaer         | Holandia              | Allinq Continental Cycling Team | 27 pkt                |

| Klasyfikacja punktowa | Klasyfikacja punktowa | Klasyfikacja punktowa | Klasyfikacja punktowa           | Klasyfikacja punktowa |
| Kolarz                | Kolarz                | Państwo               | Drużyna                         | Punkty                |
| --------------------- | --------------------- | --------------------- | ------------------------------- | --------------------- |
| 1.                    | Oded Kogut            | Izrael                | Izrael                          | 60 pkt                |
| 2.                    | Leslie Lührs          | Niemcy                | Niemcy                          | 51 pkt                |
| 3.                    | Bartosz Rudyk         | Polska                | Voster ATS Team                 | 42 pkt                |
| 4.                    | Eduard-Michael Grosu  | Rumunia               | HRE Mazowsze Serce Polski       | 28 pkt                |
| 5.                    | Lars Rouffaer         | Holandia              | Allinq Continental Cycling Team | 27 pkt                |

| Klasyfikacja sprinterska | Klasyfikacja sprinterska | Klasyfikacja sprinterska | Klasyfikacja sprinterska        | Klasyfikacja sprinterska |
| Kolarz                   | Kolarz                   | Państwo                  | Drużyna                         | Punkty                   |
| ------------------------ | ------------------------ | ------------------------ | ------------------------------- | ------------------------ |
| 1.                       | Bartosz Rudyk            | Polska                   | Voster ATS Team                 | 9 pkt                    |
| 2.                       | Radosław Frątczak        | Polska                   | Klub Kolarski Tarnovia          | 7 pkt                    |
| 3.                       | Rick Ottema              | Holandia                 | Allinq Continental Cycling Team | 5 pkt                    |
| 4.                       | Malte Maschke            | Niemcy                   | Niemcy                          | 5 pkt                    |
| 5.                       | Mārtiņš Pluto            | Łotwa                    | À Bloc CT                       | 4 pkt                    |

| Klasyfikacja sprinterska | Klasyfikacja sprinterska | Klasyfikacja sprinterska | Klasyfikacja sprinterska        | Klasyfikacja sprinterska |
| Kolarz                   | Kolarz                   | Państwo                  | Drużyna                         | Punkty                   |
| ------------------------ | ------------------------ | ------------------------ | ------------------------------- | ------------------------ |
| 1.                       | Bartosz Rudyk            | Polska                   | Voster ATS Team                 | 9 pkt                    |
| 2.                       | Radosław Frątczak        | Polska                   | Klub Kolarski Tarnovia          | 7 pkt                    |
| 3.                       | Rick Ottema              | Holandia                 | Allinq Continental Cycling Team | 5 pkt                    |
| 4.                       | Malte Maschke            | Niemcy                   | Niemcy                          | 5 pkt                    |
| 5.                       | Mārtiņš Pluto            | Łotwa                    | À Bloc CT                       | 4 pkt                    |

| Klasyfikacja młodzieżowa | Klasyfikacja młodzieżowa | Klasyfikacja młodzieżowa | Klasyfikacja młodzieżowa        | Klasyfikacja młodzieżowa |
| Kolarz                   | Kolarz                   | Państwo                  | Drużyna                         | Czas                     |
| ------------------------ | ------------------------ | ------------------------ | ------------------------------- | ------------------------ |
| 1.                       | Oded Kogut               | Izrael                   | Izrael                          | 14h 07' 55"              |
| 2.                       | Lars Rouffaer            | Holandia                 | Allinq Continental Cycling Team | + 24"                    |
| 3.                       | Radosław Frątczak        | Polska                   | Klub Kolarski Tarnovia          | + 25"                    |
| 4.                       | Luke Verburg             | Holandia                 | À Bloc CT                       | + 29"                    |
| 5.                       | Paweł Więczkowski        | Polska                   | Lubelskie Perła Polski          | + 32"                    |

| Klasyfikacja młodzieżowa | Klasyfikacja młodzieżowa | Klasyfikacja młodzieżowa | Klasyfikacja młodzieżowa        | Klasyfikacja młodzieżowa |
| Kolarz                   | Kolarz                   | Państwo                  | Drużyna                         | Czas                     |
| ------------------------ | ------------------------ | ------------------------ | ------------------------------- | ------------------------ |
| 1.                       | Oded Kogut               | Izrael                   | Izrael                          | 14h 07' 55"              |
| 2.                       | Lars Rouffaer            | Holandia                 | Allinq Continental Cycling Team | + 24"                    |
| 3.                       | Radosław Frątczak        | Polska                   | Klub Kolarski Tarnovia          | + 25"                    |
| 4.                       | Luke Verburg             | Holandia                 | À Bloc CT                       | + 29"                    |
| 5.                       | Paweł Więczkowski        | Polska                   | Lubelskie Perła Polski          | + 32"                    |

| Klasyfikacja drużynowa | Klasyfikacja drużynowa          | Klasyfikacja drużynowa | Klasyfikacja drużynowa |
| Drużyna                | Drużyna                         | Państwo                | Czas                   |
| ---------------------- | ------------------------------- | ---------------------- | ---------------------- |
| 1.                     | À Bloc CT                       | Holandia               | 42h 25' 21"            |
| 2.                     | Sensa-Kanjers voor Kanjers      | Holandia               | + 12"                  |
| 3.                     | Voster ATS Team                 | Polska                 | + 12"                  |
| 4.                     | Team Coop-Repsol                | Norwegia               | + 12"                  |
| 5.                     | Allinq Continental Cycling Team | Holandia               | + 12"                  |

| Klasyfikacja drużynowa | Klasyfikacja drużynowa          | Klasyfikacja drużynowa | Klasyfikacja drużynowa |
| Drużyna                | Drużyna                         | Państwo                | Czas                   |
| ---------------------- | ------------------------------- | ---------------------- | ---------------------- |
| 1.                     | À Bloc CT                       | Holandia               | 42h 25' 21"            |
| 2.                     | Sensa-Kanjers voor Kanjers      | Holandia               | + 12"                  |
| 3.                     | Voster ATS Team                 | Polska                 | + 12"                  |
| 4.                     | Team Coop-Repsol                | Norwegia               | + 12"                  |
| 5.                     | Allinq Continental Cycling Team | Holandia               | + 12"                  |

### Liderzy klasyfikacji
| Etap   |        | Pierwsze miejsce _ | Klasyfikacja generalna | Punktowa   | Sprinterska       | Młodzieżowa | Drużynowa _                |
| ------ | ------ | ------------------ | ---------------------- | ---------- | ----------------- | ----------- | -------------------------- |
| 1      | płaski | Oded Kogut         | Oded Kogut             | Oded Kogut | Mārtiņš Pluto     | Oded Kogut  | Sensa-Kanjers voor Kanjers |
| 2      | płaski | Oded Kogut         | Oded Kogut             | Oded Kogut | Radosław Frątczak | Oded Kogut  | Sensa-Kanjers voor Kanjers |
| 3      | płaski | Oded Kogut         | Oded Kogut             | Oded Kogut | Malte Maschke     | Oded Kogut  | Sensa-Kanjers voor Kanjers |
| 4      | płaski | Bartosz Rudyk      | Oded Kogut             | Oded Kogut | Bartosz Rudyk     | Oded Kogut  | À Bloc CT                  |
| Koniec | Koniec |                    | Oded Kogut             | Oded Kogut | Bartosz Rudyk     | Oded Kogut  | À Bloc CT                  |